# WTA Jiujiang
Das WTA Jiujiang, bis 2023 WTA Nanchang, ist ein Damen-Tennisturnier der WTA Tour, das von 2016 bis 2023 in der chinesischen Stadt Nanchang unter dem Namen Jiangxi Open ausgetragen wurde und seit 2024 in Jiujiang stattfindet.
2014 und 2015 wurde in Nanchang ein WTA-Challenger-Turnier ausgetragen.

## Endspiele

### Einzel
| Jahr                         | Siegerin           | Finalgegnerin    | Ergebnis         |
| ---------------------------- | ------------------ | ---------------- | ---------------- |
| ↓ Kategorie: International ↓ |                    |                  |                  |
| 2016                         | Duan Yingying      | Vania King       | 1:6, 6:4, 6:2    |
| 2017                         | Peng Shuai         | Nao Hibino       | 6:3, 6:2         |
| 2018                         | Wang Qiang         | Zheng Saisai     | 7:5, 4:0 Aufgabe |
| 2019                         | Rebecca Peterson   | Jelena Rybakina  | 6:2, 6:0         |
| ↓ Kategorie: 250 ↓           |                    |                  |                  |
| 2023                         | Kateřina Siniaková | Marie Bouzková   | 1:6, 7:65, 7:64  |
| 2024                         | Viktorija Golubic  | Rebecca Šramková | 6:3, 7:5         |

### Doppel
| Jahr                         | Siegerinnen                     | Finalgegnerinnen                 | Ergebnis           |
| ---------------------------- | ------------------------------- | -------------------------------- | ------------------ |
| ↓ Kategorie: International ↓ |                                 |                                  |                    |
| 2016                         | Liang Chen Lu Jingjing          | Shūko Aoyama Makoto Ninomiya     | 3:6, 7:62, [13:11] |
| 2017                         | Jiang Xinyu Tang Qianhui        | Alla Kudrjawzewa Arina Rodionova | 6:3, 6:2           |
| 2018                         | Jiang Xinyu Tang Qianhui        | Lu Jingjing You Xiadi            | 6:4, 6:4           |
| 2019                         | Wang Xinyu Zhu Lin              | Peng Shuai Zhang Shuai           | 6:2, 7:65          |
| ↓ Kategorie: 250 ↓           |                                 |                                  |                    |
| 2023                         | Laura Siegemund Wera Swonarjowa | Eri Hozumi Makoto Ninomiya       | 6:4, 6:2           |
| 2024                         | Guo Hanyu Moyuka Uchijima       | Katarzyna Piter Fanny Stollár    | 7:63, 7:5          |